# Мятеж в провинции Шаба (1978)
Мятеж в провинции Шаба 1978 года (англ. Shaba II) — вооружённый конфликт в заирской юго-восточной провинции Шаба (Катанга, Демократическая Республика Конго) в мае 1978 года. Инициирован Фронтом национального освобождения Конго (FNLC) — группировкой бывших катангских жандармов, выступивших под левыми лозунгами при ангольской поддержке против режима Мобуту. Вторжение FNLC было отбито при решающем участии международных сил, прежде всего французского Иностранного легиона.

## Предыстория FNLC
Богатая полезными ископаемыми провинция Катанга — в 1971—1997 называлась Шаба — традиционно являлась проблемным регионом Конго-Заира. Ещё в начале 1960-х здесь развилось сильное сепаратистское движение во главе с Моизом Чомбе. После поражения Чомбе несколько тысяч катангских жандармов отступили в Анголу, где под эгидой португальских колониальных властей сохранили свою организацию.
Катангцы участвовали в португальской колониальной войне в Анголе. В 1968 они учредили Фронт национального освобождения Конго (FNLC), укомплектованный в основном этническими лунда. В 1975 была провозглашена независимость Анголы и к власти пришло прокоммунистическое МПЛА. FNLC признал новый марксистский режим, принял левую риторику и получил за это определённую автономию. Первый президент Анголы Агостиньо Нето использовал FNLC в противостоянии с враждебным режимом Мобуту, правившим в соседнем Заире.

## Вторжение 1977
В начале марта 1977 года боевики FNLC вторглись в Заир и взяли под контроль значительные территории Шабы. Правительственная армия продемонстрировала слабую боеспособность, правящий режим в целом — низкий уровень популярности среди населения. Но при этом расчёт FNLC на активную массовую поддержку также не оправдался.
Вторжение FNLC в Заир было воспринято как очередное проявление советско-кубинской экспансии в Африке. Однако администрация США и большинство западноевропейских правительств — кроме Франции и Бельгии — первоначально дистанцировались от событий. Военный отпор был организован в апреле антикоммунистическим Клубом Сафари. Основную помощь режиму Мобуту оказали Марокко и отчасти Египет при французской и американской технической помощи. Ключевую роль в боях сыграл марокканский экспедиционный корпус. К концу мая 1977 формирования FNLC были вытеснены из Заира в Анголу.

## Прорыв в Шабу
Тайное проникновение отрядов FNLC в Шабу началось 11 мая 1978 года. 13 мая развернулось массированное вторжение. Наступление велось с нескольких направлений из Анголы и Замбии. По некоторым официально неподтверждённым данным, при этом использовались транспортные средства, предоставленные кубинскими вооружёнными силами, а в строевой подготовке и техническом обучении участвовали инструкторы из ГДР. Общая численность составляла 3-4 тысячи бойцов, организованных в 11 батальонов. Во главе FNLC стоял «генерал-капитан» Натаниэль Мбумба.
Правительственные войска Заира не отличались ни высокой боевой подготовкой, ни компетентным командованием, ни эффективным вооружением. Кроме того, режим не пользовался широкой популярностью в стране. Население Шабы, хотя и не оказывало FNLC активной поддержки, но и не препятствовало мятежникам — что уже проявилось в ходе первого вторжения, совершённого годом ранее.
Утром 13 мая около тысячи бойцов FNLC атаковали аэродром Лубумбаши. Через несколько часов объект находился под контролем мятежников. Вечером того же дня FNLC начали наступление на Колвези — ключевой город провинции. Спецназ «Тигров Катанги» под командованием полковника Виндисена Кийаны быстро захватил аэропорт Колвези, уничтожил несколько военных самолётов правительственных войск и расправился с заирскими солдатами. 15 мая Колвези был взят под контроль, проведён парад войск FNLC. 
Разгромленные правительственные войска в беспорядке отступили. Стало очевидным, что потеря Шабы — вопрос нескольких дней. Это, в свою очередь, с высокой вероятностью вело к падению Мобуту и кардинальному изменению геополитического расклада в Африке в пользу просоветских сил.
Отряды FNLC отличались строгой дисциплиной (гораздо более высокой, чем правительственные войска). Первоначально они воздерживались от мародёрства и расправ с гражданским населением. Однако после успеха в Колвези начались грабежи и убийства. Жертвами становились не только заирцы, но и европейские — французские и бельгийские — технические специалисты, работавшие в горной промышленности Шабы.

## Французский контрудар
Мобуту, являвшийся важным африканским союзником Запада, обратился за помощью к Франции, США и Марокко (именно марокканские войска сыграли главную роль в подавлении мятежа 1977 года). Администрация Джимми Картера воздерживалась от прямого вмешательства, поскольку не считала доказанным причастность СССР и Кубы. Однако президент Франции Валери Жискар д’Эстен принял решение направить в Шабу Иностранный легион, поскольку жизнь, безопасность и имущество французских граждан находились под серьёзной угрозой. 14 мая в Заир прибыл 2-й парашютно-десантный полк под командованием Филиппа Эрюлена.
19 мая французские парашютисты при поддержке бельгийских и марокканских военнослужащих начали уличные бои в Колвези. К вечеру большая часть города находилась под их контролем. В ночь на 20 мая в Колвези высадились подкрепления. Днём освобождённые заложники были доставлены в аэропорт. 21 мая 1978 года битва у Колвези в целом завершилась. Разбитые отряды FNLC отступили в Анголу и Замбию. В Шабу прибыли межафриканские силы в составе дополнительных марокканских, сенегальских, габонских и тоголезских подразделений. Примерно 2,5 тысячи европейцев были эвакуированы из Шабы в Бельгию.
Потери FNLC составили от 250 до 400 убитых, примерно 160 попали в плен. Иностранный легион потерял 7 человек убитыми (5 французов, бельгиец и марокканец), заирские правительственные войска — примерно 120 человек. До начала сражения в Колвези погибли, по разным данным, от 200 до 500 человек.

## Достижение договорённостей
FNLC рассчитывал на помощь со стороны Анголы и, возможно, Кубы. Однако быстрый военный разгром подтолкнул к поиску политической договорённости. Между правительствами Анголы и Заира (при негласном воздействии Кубы и США) было достигнуто соглашение, в соответствии с которым Ангола прекращала поддержку FNLC, а Мобуту — содействие ФНЛА и УНИТА.
Расширения конфликта не произошло. Между Заиром и Анголой фактически сохранился статус-кво. Государства «соцлагеря» резко осудили «империалистическое вмешательство в Шабе», однако воздержались от дальнейшей поддержки FNLC. (Эта организация даже не причислялась пропагандой к «прогрессивным силам» — что было бы и удивительно, учитывая её происхождение от жандармов Чомбе.)

## Политические итоги
Территориальная целостность Заира была сохранена. Режим Мобуту устоял и даже укрепился. Однако стало очевидным, что он не в состоянии обеспечить своё военно-политическое выживание собственными силами — даже в противостоянии с иррегулярными формированиями.
В Заире усилилось политическое влияние Франции. Новые преференции получили французские компании, особенно работавшие в Шабе. При этом охладились отношения между Заиром и США — Мобуту был крайне недоволен сдержанностью президента Картера.
Укрепились и позиции ангольского режима МПЛА, продемонстрировавшего свои военно-политические возможности в регионе. Мирное урегулирование конфликта оказалось невозможным без договорённостей с властями Луанды. В то же время обозначились и пределы — военное вмешательство Франции исключало смену власти в Заире. Установилось «патовое» равновесие.